# Бухтияров, Алексей Иванович
Бухтияров Алексей Иванович (5 октября или декабря 1923 года, село Сумы, Кургатский район, Новосибирская область, РСФСР, СССР) — советский государственный, партийный и общественный деятель, председатель Омского горисполкома с 1964 по 1973 года.

## Биография
Родился 5 октября (в некоторых источниках — декабря) 1923 года в Новосибирской области. В годы Великой Отечественной войны был курсантом учебной эскадрильи гражданского воздушного флота, курсантом Омского, Исилькульского и Барабинского авиационных училищ. 7 августа 1942 года был призван на фронт.
В 1946 демобилизован и до 1948 года работал в оборонном предприятии в Новокузнецке. В 1948 году переехал в Омск и работал начальником инструментального хозяйства на моторостроительном заводе им. П. И. Баранова, являлся секретарём парторганизации цеха, затем заместителем секретаря партийного комитета завода.
В 1954 перешёл на партийную работу. Сначала был вторым, а затем и первым секретарём Молотовского райкома КПСС (ныне — Октябрьский административный округ).
В 1960 был секретарём Омского горкома КПСС, заведовал отделом обкома КПСС. Затем был первым секретарём Центрального райкома КПСС. В 1962 году при разделении Омского обкома и облисполкома на сельский и промышленный, работал секретарём обкома в последнем.
В 1964 году был избран Председателем Омского горисполкома. Под его непосредственным руководством Омск получил широкое развитие и реализованы масштабные программы по благоустройству города. В частности были построены здания универмага «Детский мир», ТЮЗ, концертный зал, цирка, Главпочтамт, областная клиническая больница с поликлиникой, зубоврачебная клиника в Центральном районе, крытые рынки в Центральном и Ленинском районах. Благоустроена Иртышская набережная и частично набережная реки Омь. При Бухтиярове были созданы парк «Победы», выставочный сквер «Флора», в сквере борцов революции появился вечный огонь. Построен микрорайон «Волочаевский», который в народе получил прозвище «Бухтияровка». В период руководства Бухтиярова, в 1971 году Омск был награждён орденом Трудового Красного Знамени. Впервые был разработан генеральный план развития города, введён в строй стадион «Красная звезда», открыты плавательный бассейн «Пингвин», «Дом туриста», получены разрешения на проектирование Музыкального театра, второго моста через Иртыш, Торгового центра.
С 1974 по 1988 года был председателем Омского областного совета профсоюзов, одновременно являлся заместителем Председателя Омского облисполкома.
В 1982 году был избран во Всесоюзный Центральный Совет профсоюзов.

### Семья
Дочери — Ирина и Татьяна.

## Награды
- орден Трудового Красного Знамени;
- орден «Знак Почёта»;
- Большая Серебряная и Золотая медаль ВДНХ;
- медаль «За победу над Германией в Великой Отечественной войне 1941—1945 гг.»;

## Память
На улице Лермонтова дом № 4, в котором жил Бухтияров, была открыта мемориальная табличка. Фамилию Бахтиярова носит одна из улиц Кировского округа.
В 2015 году, Сергей Денисенко написал книгу «Шестидесятник. Алексей Бухтияров», которая основана на воспоминаниях дочерей Бухтиярова и его коллег по работе.